# کلاوس ان در پاین‌بان
کلاوس ان در پاین‌بان (به آلمانی: Klaus an der Pyhrnbahn) یک منطقهٔ مسکونی در اتریش است که در ناحیه کورچ‌دروف ان در کرمس واقع شده‌است.

## خصوصیات
کلاوس ان در پاین‌بان، ۱۰۸ کیلومترمربع مساحت دارد ۴۶۶ متر بالاتر از سطح دریا واقع شده‌است.

## جغرافیا
کلاوس ان در پاین‌بان قرار گرفته شده در ترانویتل. حدوداً ۸۱ درصد از شهر جنگل است و ۷ درصد زمین‌های کشاورزی می‌باشد.